# NHL 1953/54
Die NHL-Saison 1953/54 war die 37. Spielzeit in der National Hockey League. Sechs Teams spielten jeweils 70 Spiele. Den Stanley Cup gewannen die Detroit Red Wings nach einem 4:3-Erfolg in der Finalserie gegen die Montréal Canadiens. Montreal verpflichtete aus Quebec Jean Béliveau. Er erhielt die Rekordsumme von 100.000 Dollar für einen Fünfjahresvertrag. Verletzungsbedingt konnte er nur 44 Spiele bestreiten. Seinen Wert konnte er erst in den kommenden Jahren beweisen.

## Reguläre Saison

### Abschlusstabelle
Abkürzungen: W = Siege, L = Niederlagen, T = Unentschieden, GF= Erzielte Tore, GA = Gegentore, Pts = Punkte
|                     | W  | L  | T  | GF  | GA  | Pts |
| ------------------- | -- | -- | -- | --- | --- | --- |
| Detroit Red Wings   | 37 | 19 | 14 | 191 | 132 | 88  |
| Montréal Canadiens  | 34 | 25 | 11 | 195 | 141 | 81  |
| Toronto Maple Leafs | 32 | 24 | 14 | 152 | 131 | 78  |
| Boston Bruins       | 32 | 28 | 10 | 177 | 181 | 74  |
| New York Rangers    | 29 | 31 | 10 | 161 | 182 | 68  |
| Chicago Blackhawks  | 12 | 51 | 7  | 133 | 242 | 31  |

### Beste Scorer
Abkürzungen: GP = Spiele, G = Tore, A = Assists, Pts = Punkte
| Spieler          | Team     | GP | G  | A  | Pts |
| ---------------- | -------- | -- | -- | -- | --- |
| Gordie Howe      | Detroit  | 70 | 33 | 48 | 81  |
| Maurice Richard  | Montreal | 70 | 37 | 30 | 67  |
| Ted Lindsay      | Detroit  | 70 | 26 | 36 | 62  |
| Bernie Geoffrion | Montreal | 54 | 29 | 25 | 54  |
| Bert Olmstead    | Montreal | 70 | 15 | 37 | 52  |
| Red Kelly        | Detroit  | 62 | 16 | 33 | 49  |
| Earl Reibel      | Detroit  | 69 | 15 | 33 | 48  |
| Ed Sandford      | Boston   | 70 | 16 | 31 | 47  |
| Fleming Mackell  | Boston   | 67 | 15 | 32 | 47  |
| Ken Mosdell      | Montreal | 67 | 22 | 24 | 46  |

## Stanley-Cup-Playoffs
|  | Halbfinale | Halbfinale            | Halbfinale |  |  | Stanley-Cup-Finale | Stanley-Cup-Finale    | Stanley-Cup-Finale |
|  |            |                       |            |  |  |                    |                       |                    |
|  |            |                       |            |  |  |                    |                       |                    |
|  | 1          | Detroit Red Wings     | 4          |  |  |                    |                       |                    |
|  | 3          | Toronto Maple Leafs   | 1          |  |  |                    |                       |                    |
|  |            |                       |            |  |  | 1                  | Detroit Red Wings     | 4                  |
|  |            |                       |            |  |  | 2                  | Canadiens de Montréal | 3                  |
|  | 2          | Canadiens de Montréal | 4          |  |  |                    |                       |                    |
|  | 4          | Boston Bruins         | 0          |  |  |                    |                       |                    |
|  |            |                       |            |  |  |                    |                       |                    |

## NHL-Auszeichnungen
| Art Ross Trophy:              | Gordie Howe, Detroit Red Wings    |
| Calder Memorial Trophy:       | Camille Henry, New York Rangers   |
| Hart Memorial Trophy:         | Al Rollins, Chicago Blackhawks    |
| Lady Byng Memorial Trophy:    | Red Kelly, Detroit Red Wings      |
| Vezina Trophy:                | Harry Lumley, Toronto Maple Leafs |
| James Norris Memorial Trophy: | Red Kelly, Detroit Red Wings      |